# Lansarea bărcii. Skagen
Lansarea bărcii. Skagen este o pictură din 1884 a artistului suedez Oscar Björck. Descrie activitățile pescarilor locali, un subiect preferat pentru pictorii din Skagen. Lansarea bărcii este cea mai mare dintre picturile în aer liber ale lui Björck din Skagen. Este expus în Muzeul Skagen.

## Istoric
Pictorii din Skagen au fost un grup de artiști danezi care s-au adunat în fiecare vară de la sfârșitul anilor 1870, în satul de pescuit Skagen, în nordul Iutlandei, pictând pescarii locali, întâlnirile și sărbătorile lor. Oscar Björck a sosit la Skagen în 1882, încurajat de P. S. Krøyer pe care l-a întâlnit la Paris. A devenit imediat legat de comunitatea artiștilor, mai ales de Michael Ancher, de soția sa Anna și de Holger Drachmann. Björck a petrecut mai multe veri acolo, realizând unele din cele mai bune picturi ale sale sub influența lui Krøyer și a mișcării naturalismului francez.

## Descrierea picturii
Măsurand 160 x 194,5 centimetri, Lansarea bărcii este cea mai mare dintre picturile realizate în aer liber de Björck la Skagen. Aceasta prezintă munca de zi cu zi a pescarilor locali. Spre deosebire de Will He Round the Point? a lui Ancher, nu există nici un sentiment de alarmă sau de pericol în pictura lui. Straturile groase de vopsea de pe pânză ajută la transmiterea resacului spumos și a grosimii nisipului. Pescarul din fața bărcii este Ole Svendsen, care poate fi văzut și în multe dintre picturile lui Ancher pe care le-a realizat despre pescarii din Skagen. Pictura se află în colecția Muzeului Skagen.